# Culex schwetzi
Culex schwetzi är en tvåvingeart som beskrevs av Edwards 1929. Culex schwetzi ingår i släktet Culex och familjen stickmyggor. Inga underarter finns listade i Catalogue of Life.